# Чумак, Виктор Васильевич
Виктор Васильевич Чума́к (укр. Віктор Васильович Чумак; род. 5 июня 1958, Хмельницкий) — украинский юрист, политик.
Временно исполняющий обязанности генерального прокурора Украины (6—17 марта 2020). Генерал-майор юстиции запаса. Государственный советник юстиции 3-го класса.
Народный депутат Украины VII и VIII созывов (Партия «УДАР», (избирательный округ № 214, Киев). Глава Комитета Верховной Рады по борьбе с организованной преступностью и коррупцией (2012—2014).
Заместитель главы Комитета Верховной Рады Украины по предотвращению и противодействию коррупции (2014—2016). Член Национального агентства по предотвращению коррупции. В марте 2015 года — один из четырёх официальных претендентов на должность директора Национального антикоррупционного бюро Украины.

## Биография

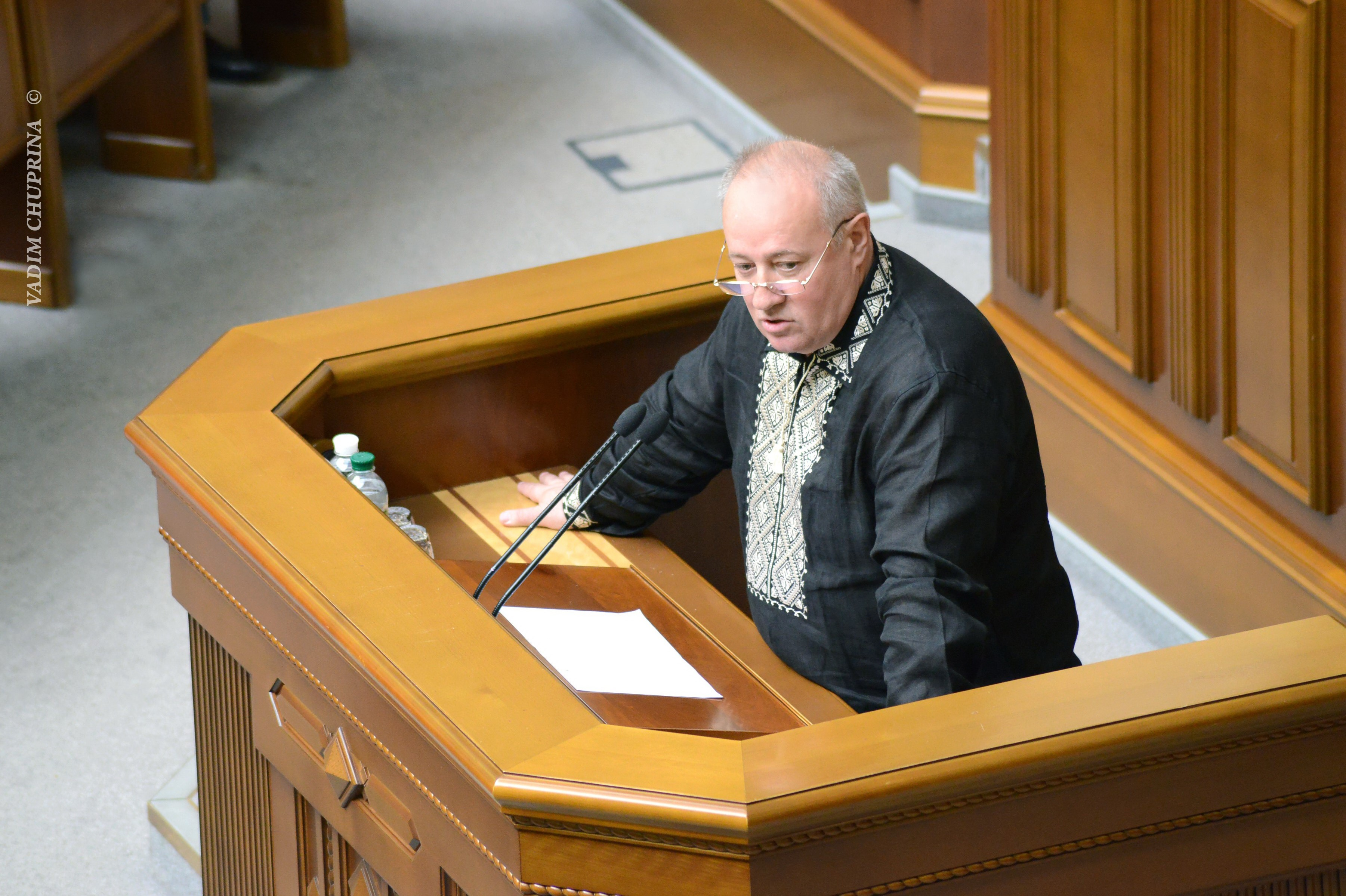
В. Чумак на трибуне Верховной Рады

Родился 5 июня 1958 года в городе Хмельницкий. Окончил Хмельницкое высшее артиллерийское командное училище (1977—1981) и юридический факультет Киевского национального университета имени Тараса Шевченко по специальности «Правоведение» (1990—1995). Изучал курсы Права Европейского союза и пограничного менеджмента в Академии пограничной полиции Германии.
Кандидат юридических наук, доцент.
«Юрист года» — 1999, 2000 — Всеукраинский конкурс на лучшее профессиональное достижение. Автор 37 научных работ.
До 2010 года — директор Департамента политического анализа и безопасности Международного центра перспективных исследований. Профессиональные области: безопасность и оборона, правоохранительная деятельность, конституционное право, административное право, военное право, миграционное право, таможенное и пограничное законодательство.
В 1992—2004 годах работал на руководящих должностях в Государственной пограничной службе Украины, в 1981—1992 годах — на командных должностях в Вооружённых Силах СССР. С 2010 года — директор Украинского института публичной политики.
12 декабря 2012 года стал народным депутатом Украины VII созыва, баллотируясь и будучи избранным от партии Виталия Кличко «УДАР» по избирательному округу № 214.
27 ноября 2014 года во второй раз был избран народным депутатом Украины VIII созыва по спискам Блока Петра Порошенко по избирательному округу № 214 (Киев), набрав 51,52 % голосов избирателей. 11 декабря 2015 Кабинет министров Украины назначил Виктора Чумака членом Национального агентства по предотвращению коррупции. В парламенте был членом фракции «БПП», которую покинул 4 февраля 2016 года по собственному желанию.
В 2017 году — избран лидером общественного объединения «Гражданское движение „Хвыля“» (укр. Громадянський рух "Хвиля", рус. Гражданское движение „Волна“).
1 ноября 2018 года были введены российские санкции против 322 граждан Украины, включая Виктора Чумака.
11 сентября 2019 года приказом Генерального прокурора Украины Р. Рябошапка подписан приказ о назначении В. Чумака заместителем Генерального прокурора — Главным военным прокурором.
6 марта 2020 года был назначен исполняющим обязанностей Генерального прокурора Украины, после увольнения Руслана Рябошапки.
17 марта 2020 года подал в отставку.